# Полья (коммуна)
Полья́ (фр. Polliat) — коммуна во Франции, находится в регионе Рона — Альпы. Департамент — Эн. Входит в состав кантона Вирья. Округ коммуны — Бурк-ан-Брес.
Код INSEE коммуны — 01301.

## География
Коммуна расположена приблизительно в 360 км к юго-востоку от Парижа, в 60 км севернее Лиона, в 10 км к северо-западу от Бурк-ан-Бреса.
По территории коммуны протекает река Вель.

## Население
Население коммуны на 2010 год составляло 2403 человека.
| 1962 | 1968 | 1975 | 1982 | 1990 | 1999 | 2010 |
| ---- | ---- | ---- | ---- | ---- | ---- | ---- |
| 1396 | 1362 | 1558 | 1841 | 2025 | 2019 | 2403 |

## Администрация
| Период | Период | Фамилия         | Партия | Примечания |
| ------ | ------ | --------------- | ------ | ---------- |
| 1995   | 2008   | Даниель Перре   |        |            |
| 2008   | 2014   | Кристиан Бернар |        |            |

## Экономика
В 2010 году среди 1510 человек трудоспособного возраста (15—64 лет) 1184 были экономически активными, 326 — неактивными (показатель активности — 78,4 %, в 1999 году было 75,8 %). Из 1184 активных жителей работали 1112 человек (588 мужчин и 524 женщины), безработных было 72 (25 мужчин и 47 женщин). Среди 326 неактивных 105 человек были учениками или студентами, 167 — пенсионерами, 54 были неактивными по другим причинам.

## Фотогалерея

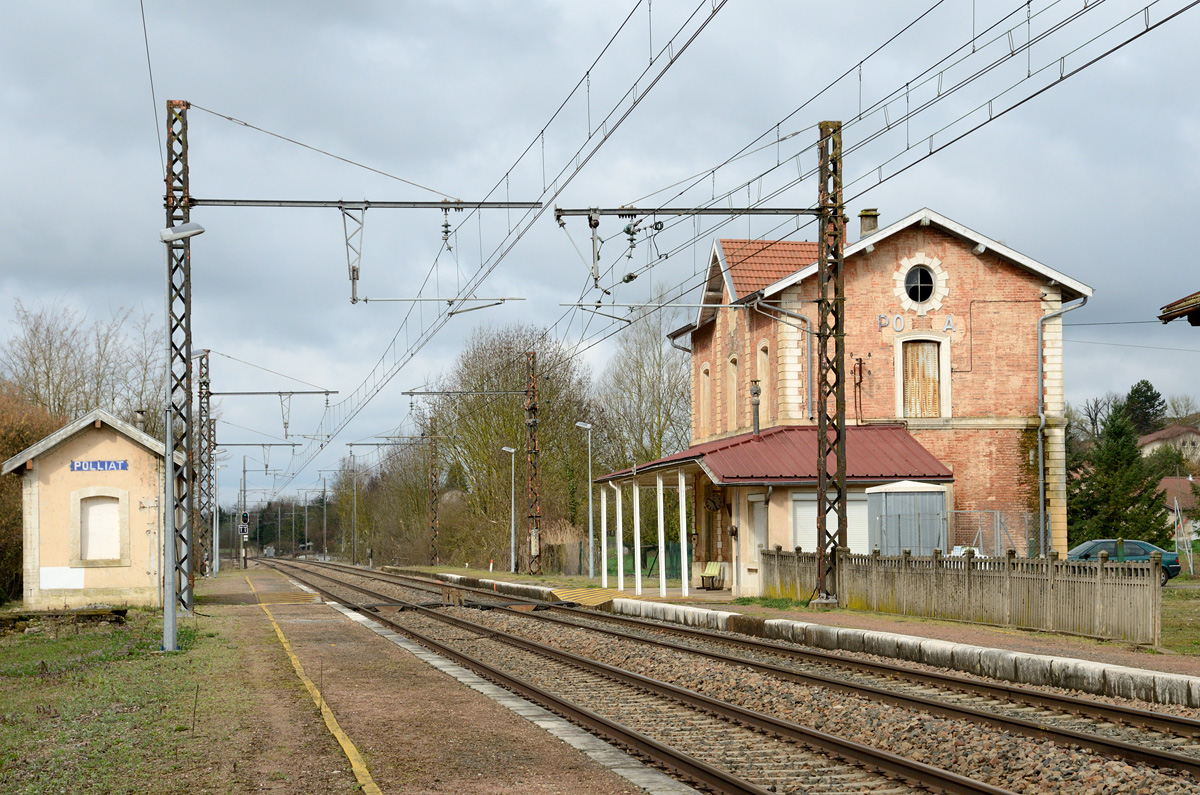
Вокзал
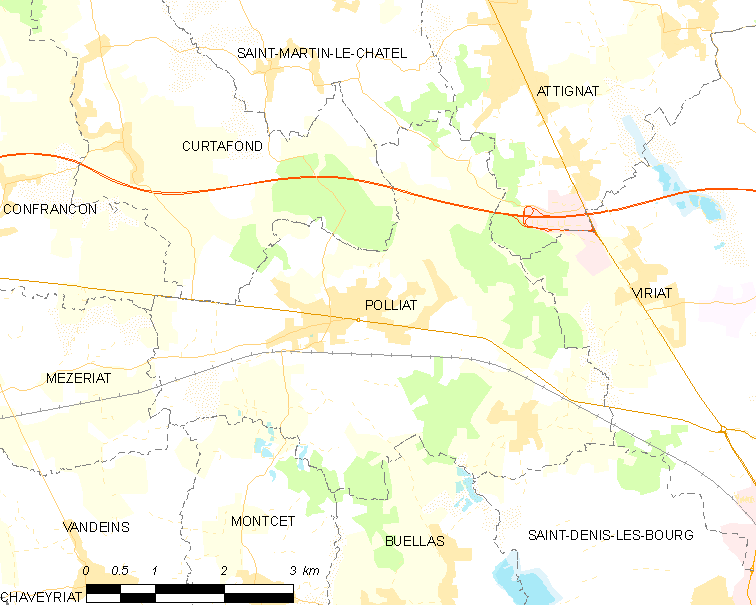
Карта коммуны